# Melissa Martinelli
Melissa Martinelli (Genzano di Roma, 23 marzo 1993) è un'ex pallavolista italiana, nel ruolo di centrale.

## Carriera

### Club
La carriera di Melissa Martinelli inizia nelle giovanili della Volleyrò con la quale arriva a disputare il  campionato di Serie B1. Per la stagione 2012-13 si trasferisce in Lombardia per vestire la maglia del Montichiari, in Serie A2, categoria dove milita per altre quattro annate difendendo i colori di Antares, Filottrano, Trentino Rosa e Millenium Brescia.
Grazie all'ingaggio da parte della SAB di Legnano, nel campionato 2017-18 debutta in Serie A1. La stagione successiva è tuttavia di scena nuovamente in Serie A2 con la maglia del CUS Torino per poi accasarsi all'Helvia Recina, sempre in Serie A2. Rimane con la società marchigiana per tre stagioni durante le quali conquista la Coppa Italia di Serie A2 nel 2020-21, venendo premiata nell'occasione come miglior giocatrice.
Nella stagione 2022-23 torna a disputare la massima serie nazionale, trasferendosi al Megavolley di Vallefoglia. A metà stagione cambia tuttavia casacca e si accasa alla Sant'Anna, in Serie A2, dove conclude la carriera al termine del campionato 2023-24.

## Palmarès

### Club
- Coppa Italia di Serie A2: 1

2020-21

### Premi individuali
- 2021 - Coppa Italia di Serie A2: MVP